# 269
| 269                |
| ------------------ |
| Dødsfald - Fødsler |
|                    |

| Gregoriansk kalender | 269 CCLXIX              |
| Ab urbe condita      | 1022                    |
| Armensk kalender     | I/T                     |
| Kinesiske kalender   | 2965 – 2966 戊子 – 己丑 |
| Etiopisk kalender    | 261 – 262               |
| Jødisk kalender      | 4029 – 4030             |
| Hindukalendere       |                         |
| - Vikram Samvat      | 324 – 325               |
| - Shaka Samvat       | 191 – 192               |
| - Kali Yuga          | 3370 – 3371             |
| Iransk kalender      | 353 BP – 352 BP         |
| Islamisk kalender    | 364 BH – 363 BH         |

Se også 269 (tal)

## Begivenheder
- 14. februar – Valentin, romersk præst under Claudius den Anden, bliver halshugget.

## Dødsfald
- Sankt Valentin